# Carl Alexander Armfelt
Carl Alexander Armfelt, född 1850, död 1925, var en finländsk greve och ämbetsman.
Armfelt spelade som tillförordnad ministerstatssekreterare en roll i kampen mot förryskningen under Bobrikovs tid. Han skildrade sina politiska erfarenheter i Vid finska statssekretariatet i Petersburg (1920), i två uppsatser i samlingsverket Från brytningstider (1922) och i Politiska brev (1923).